# Pável Andréiev (triatleta)
Pável Andréiev –en ruso, Па́вел Андре́ев– (1983) es un deportista ruso que compite en triatlón y duatlón.
Ganó diez medallas en el Campeonato Mundial de Triatlón de Invierno entre los años 2010 y 2021, y ocho medallas en el Campeonato Europeo de Triatlón de Invierno entre los años 2011 y 2022. Además, obtuvo una medalla en el Campeonato Europeo de Duatlón Campo a Través de 2017.

## Palmarés internacional
| Campeonato Mundial | Campeonato Mundial            | Campeonato Mundial | Campeonato Mundial |
| Año                | Lugar                         | Medalla            | Prueba             |
| ------------------ | ----------------------------- | ------------------ | ------------------ |
| 2010               | Eidsvoll (Noruega)            | Medalla de bronce  | Individual         |
| 2011               | Jämijärvi (Finlandia)         | Medalla de oro     | Individual         |
| 2012               | Jämijärvi (Finlandia)         | Medalla de oro     | Individual         |
| 2013               | Cogne (Italia)                | Medalla de oro     | Individual         |
| 2014               | Cogne (Italia)                | Medalla de oro     | Individual         |
| 2016               | Zeltweg (Austria)             | Medalla de oro     | Individual         |
| 2018               | Cheile Gradistei (Rumania)    | Medalla de oro     | Individual         |
| 2019               | Asiago (Italia)               | Medalla de oro     | Individual         |
| 2020               | Asiago (Italia)               | Medalla de oro     | Individual         |
| 2021               | San Julián de Loria (Andorra) | Medalla de plata   | Individual         |
| Campeonato Europeo |                               |                    |                    |
| Año                | Lugar                         | Medalla            | Prueba             |
| 2011               | Östersund (Suecia)            | Medalla de oro     | Individual         |
| 2013               | Tartu (Estonia)               | Medalla de oro     | Individual         |
| 2015               | Reinosa (España)              | Medalla de oro     | Individual         |
| 2016               | Otepää (Estonia)              | Medalla de oro     | Individual         |
| 2017               | Otepää (Estonia)              | Medalla de oro     | Individual         |
| 2018               | Piano Vetore (Italia)         | Medalla de oro     | Individual         |
| 2020               | Cheile Gradistei (Rumania)    | Medalla de oro     | Individual         |
| 2022               | Rotzo (Italia)                | Medalla de oro     | Individual         |

| Campeonato Europeo | Campeonato Europeo    | Campeonato Europeo | Campeonato Europeo |
| Año                | Lugar                 | Medalla            | Prueba             |
| ------------------ | --------------------- | ------------------ | ------------------ |
| 2017               | Târgu Mureș (Rumania) | Medalla de plata   | Individual         |